# Mimosa (浜崎あゆみの曲)
『mimosa』（ミモザ）は、浜崎あゆみの楽曲。2025年4月8日に配信限定シングルとしてリリースされた。

## 概要
配信限定シングルとしては『Aurora』から約9ヶ月後のリリースとなる。同曲はフジテレビ『続・続・最後から二番目の恋』の主題歌に起用された。
またミュージック・ビデオには歴代のリリースしたCDのジャケット写真が登場し、現在と過去の浜崎がAIで蘇りシンクロをする演出が行われた。なお、武藤眞志が監督を務めている。YouTubeでのMV動画は、公開からわずか4週間で200万回再生されていた（2025年5月11日）、7週間で300万回再生された。累計では、600万回再生されている。（2025年7月30日現在）。
本曲はリリース後、複数の主要楽配信サイトやストリーミング配信において上位にランクインしており、ダウンロード数も好調である（後述）。この現象は2022年リリースの『Nonfiction』以来となる。
Apple Musicの長年にわたって日本の音楽シーンをけん引してきた、誰もが知っている大御所たちの最新曲を紹介するプレイリストである、『J-Popゴールド』にも掲載されている。

## チャート成績
オリコン週間デジタルシングルランキングでは「3週連続トップ10入り」しており、ロングヒットしている状況である。
また、音楽配信サイトレコチョクやエイベックスが運営をしているmu-moなどでは、「週間ランキング1位」を記録している。
2025年7月14日現在で、累計33,504DLとなっている。

## 収録曲
1. mimosa
words : ayumi hamasaki / composition : Kunio Tago / arrangement : Yuta Nakano
フジテレビ系列月9ドラマ『続・続・最後から二番目の恋』主題歌